# Изоморфизм графов
В теории графов изоморфизмом графов {\displaystyle G=\left\langle V_{G},E_{G}\right\rangle } и {\displaystyle H=\left\langle V_{H},E_{H}\right\rangle } называется биекция между множествами вершин графов {\displaystyle f\colon \ V_{G}\rightarrow V_{H}} такая, что любые две вершины {\displaystyle u} и {\displaystyle v} графа {\displaystyle G} смежны тогда и только тогда, когда вершины {\displaystyle f(u)} и {\displaystyle f(v)} смежны в графе {\displaystyle H}. Здесь графы понимаются неориентированными и не имеющими весов вершин и ребер. В случае, если понятие изоморфизма применяется к ориентированным или взвешенным графам, накладываются дополнительные ограничения на сохранение ориентации дуг и значений весов. Если изоморфизм графов установлен, они называются изоморфными и обозначаются как {\displaystyle G\simeq H}.
Иногда биекция {\displaystyle f} записывается в виде подстановки изоморфизма {\displaystyle {\begin{pmatrix}a_{1}&a_{2}&\dots &a_{n}\\f(a_{1})&f(a_{2})&\dots &f(a_{n})\end{pmatrix}}}. Некоторые задачи обработки графов требуют не только проверки изоморфизма, но и выяснения его подстановки.
Отношение изоморфизма графов представляет собой отношение эквивалентности, определенное для графов, и позволяет произвести разбиение исходного класса всех графов на классы эквивалентности. Множество графов, изоморфных друг другу, называется классом изоморфизма графов, их число в зависимости от {\displaystyle n} представляет собой последовательность A000088 в OEIS (1, 1, 2, 4, 11, 34, 156, 1044, 12346, ...).
В случае, если биекция {\displaystyle f} отображает граф сам на себя (графы {\displaystyle G} и {\displaystyle H} совпадают), она называется автоморфизмом графа {\displaystyle G}.
Существуют также смежные задачи теории графов, такие как поиск изоморфного подграфа и поиск максимального общего изоморфного подграфа, принадлежащие к классу NP-полных. В смежных разделах математики существуют схожие проблемы, например изоморфизма проективных плоскостей и изоморфизма конечных групп, которые полиномиально сводятся к проблеме изоморфизма графов (возможность обратной полиномиальной сводимости в общем случае не доказана).

## Пример
Два графа, приведенные в примере, являются изоморфными.
| Граф {\displaystyle G} | Граф {\displaystyle H} | Изоморфизм между графами {\displaystyle G} и {\displaystyle H} | Подстановка изоморфизма {\displaystyle f}                                      |
| ---------------------- | ---------------------- | --- | ------------------------------------------------------------------------------ |
|                        |                        | {\displaystyle f(a)=1} {\displaystyle f(b)=6} {\displaystyle f(c)=8} {\displaystyle f(d)=3} {\displaystyle f(g)=5} {\displaystyle f(h)=2} {\displaystyle f(i)=4} {\displaystyle f(j)=7} | {\displaystyle {\begin{pmatrix}a&b&c&d&g&h&i&j\\1&6&8&3&5&2&4&7\end{pmatrix}}} |

## Изоморфизм графов общего вида
Графы {\displaystyle G} и {\displaystyle H} являются изоморфными, если путём перестановки строк и столбцов матрицы смежности графа {\displaystyle G} удается получить матрицу смежности графа {\displaystyle H}. Однако перебор всех возможных перестановок характеризуется вычислительной сложностью {\displaystyle O(N!)} (при условии, что сравнение матриц смежности производится за время, не зависящее от {\displaystyle N}, что обычно несправедливо и дополнительно увеличивает приведенную оценку), что существенно ограничивает применение подобного подхода на практике. Существуют методы ограниченного перебора возможных пар предположительно-изоморфных вершин (аналог метода ветвей и границ), однако они незначительно улучшают приведенную выше асимптотику.

### Теорема Уитни
Теорема Уитни об изоморфизме графов , сформулированная Хасслером Уитни в 1932 году, гласит, что два связных графа изоморфны, тогда и только тогда, когда их рёберные графы изоморфны, за исключением графов {\displaystyle K_{3}} (полного графа из 3 вершин) и полного двудольного графа {\displaystyle K_{1,3}}, которые не являются изоморфными, однако оба имеют граф {\displaystyle K_{3}} в качестве рёберного графа. Теорема Уитни может быть обобщена для гиперграфов .

### Инварианты
Существует набор числовых характеристик графов, называемых инвариантами, которые совпадают у изоморфных графов (совпадение инвариантов является необходимым, но не достаточным условием наличия изоморфизма). К ним относятся число вершин {\displaystyle n(G)} и число дуг/ребер {\displaystyle m(G)} графа G, упорядоченный по возрастанию или убыванию вектор степеней вершин {\displaystyle s(G)=(\rho (v_{1}),\rho (v_{2}),\dots ,\rho (v_{n}))}, упорядоченный по возрастанию или убыванию вектор собственных чисел матрицы смежности графа (спектр графа), хроматическое число {\displaystyle \chi (G)} и др. Факт совпадения инвариантов обычно не несет информации о подстановке изоморфизма.
Инвариант называется полным, если совпадения инвариантов графов необходимо и достаточно для установления изоморфизма. Например, каждое из значений {\displaystyle \mu _{min}(G)} и {\displaystyle \mu _{max}(G)} (мини- и макси-код матрицы смежности) является полным инвариантом для графа с фиксированным числом вершин {\displaystyle n}.
Различные инварианты имеют различную трудоемкость вычисления. В настоящее время полный инвариант графа, вычислимый за полиномиальное время, неизвестен, однако не доказано, что он не существует. Попытки его отыскания неоднократно предпринимались в 60-х — 80-х годах XX века, однако не увенчались успехом.

### Модульное произведение Визинга
Модульное произведение графов {\displaystyle Y=G\lozenge H}, предложенное В. Г. Визингом, позволяет свести задачу проверки изоморфизма к задаче определения плотности графа {\displaystyle \varphi (Y)}, содержащего {\displaystyle n(G)\cdot n(H)} вершин. Если {\displaystyle \varphi (Y)=n(G)}, {\displaystyle n(G)\leq n(H)}, то граф {\displaystyle H} содержит подграф, изоморфный графу {\displaystyle G}.

## Вычислительная сложность
Хотя задача распознавания изоморфизма графов принадлежит классу NP, неизвестно, является ли она NP-полной или принадлежит классу P (при условии, что P ≠ NP). При этом задача поиска изоморфного подграфа в графе является NP-полной. Современные исследования направлены на разработку быстрых алгоритмов решения как общей задачи изоморфизма произвольных графов, так и графов специального вида.

## Применения
На практике необходимость проверки изоморфизма графов возникает при решении задач хемоинформатики, математической (компьютерной) химии, автоматизации проектирования электронных схем (верификация различных представлений электронной схемы), оптимизации программ (выделение общих подвыражений).